# ブログウォッチャー
株式会社ブログウォッチャー (英: Blogwatcher Inc.) は、東京都中央区に本社を置き、ソーシャルメディアのマーケティング活用やユーザーの行動履歴・ライフログの活用に特化したマーケティングソリューションを主な事業とする日本の企業である。

## 概要
元々は東京工業大学・奥村学研究室が、情報処理推進機構（IPA）の2003年度「未踏ソフトウェア創造事業」のプロジェクトの一つ「blogページの自動収集と監視に基づくテキストマイニング」にて開発していた技術がベース。この技術は2006年にはYahoo! JAPANのブログ検索にも取り入れられている。
企業としてのブログウォッチャーは、上記の技術を基盤として、ドコイク？、スゴイ地図の開発に携わった羽野仁彦を中心に、2007年4月に設立された。現在は独自技術を開発し、ソーシャルマーケティングサービス「SHOOTI（シューティ）」、ライフログマーケティングサービス「プロファイルパスポート」などのサービスブランドを持つ。

## 沿革
- 2003年 - 開発開始
- 2004年8月16日 - 奥村研究室が「blogWatcher」β版を公開
- 2005年5月9日 - 「blogWatcher 2.0b」公開[5]
- 2006年6月1日 - 「blogWatcher 3.0b」公開[6]
- 2007年
  - 4月 - 株式会社ブログウォッチャー設立
  - 7月 - 体験談・口コミ検索サイト「SHOOTI(シューティ）」を開設
  - 10月 - 経済産業省情報大航海プロジェクトに参画　プロファイルパスポートエンジンの実証試験を開始
- 2008年
  - 2月29日 - 奥村研究室による「blogWatcher」の公開が終了[7]
  - 3月 - 受動型ブックマークサービス「ザッピング」を開発
  - 5月 - 口コミサイト構築支援サービス「SHOOTI BUZZ サービス」を販売開始
  - 10月 - プロファイルパスポート事業の成果から、サイト内ユーザーの嗜好分析サービス「プロファイルパスポート コンシェル」を販売開始
- 2009年
  - 4月 - 口コミ解析サービス「SHOOTI BUZZ REPORT」を月額4980円で販売開始
  - 7月 - SHOOTIBUZZ REPORT のAPIを提供開始
  - 10月 - ブログウォッチャー岩手監視選定センター開設
  - 12月 - ブロガーターゲティングサービス　「パーソナルターゲティング」を開発
- 2010年
  - 1月 - ブログウォッチャー北海道開発センター開設
  - 8月 - サーチヒストリーを活用したロングテールソリューション「キーワードマッチ」を販売開始
  - 9月 - ブログウォッチャー北海道データセンター開設
  - 11月 - SHOOTI検索エンジンセンター開設
- 2011年
  - 10月 - スマートフォン向けライフログ活用プラットフォーム「プロファイルパスポート」発表
- 2019年
  - 12月 - 東京都中央区新川に事務所移転

## サービス

### 過去のサービス

#### SHOOTI
SHOOTI（シューティ）とは、ブログウォッチャーが運営する口コミ検索エンジンである。2007年7月7日開設。2018年現在、既に閉鎖されている事が確認できる。
ブログだけではなく、レビューサイトやQ&Aサイトも解析対象に含まれており、インターネット上の口コミを網羅的に検索できた。文法の正しさや感想の有無など口語文章を解析し、口コミの品質をシステム的に実施していた。